# Trésor de Boscoreale
Le trésor de Boscoreale est un ensemble de plus d'une centaine de pièces de vaisselle, objets de toilette et bijoux, essentiellement en argent, découverts en 1895 dans les vestiges d'une ancienne villa de Boscoreale, près de Pompéi. Il est conservé au musée du Louvre à Paris. Cet ensemble est un témoin de la qualité de l'orfèvrerie romaine du Ier siècle.

## Histoire
Située au sud-est du Vésuve, une importante villa romaine, détruite et ensevelie par l'éruption de 79 ap. J.-C. fut l'objet de fouilles à partir de 1894. De nombreux vestiges révélèrent qu'il s'agissait d'une riche résidence. En 1895, fut découvert dans une citerne voûtée un dépôt d'objets précieux, sans doute apportés là par leur propriétaire, dans le but de les soustraire à la catastrophe. 
L'essentiel de la découverte, exporté illégalement, fut acheté par Edmond de Rothschild qui en fit don au musée du Louvre : 95 des 109 objets détenus aujourd'hui par le Louvre sont issus de la donation Rothschild de 1896. Les autres sont entrés en collection grâce au concours de Michel Tyszkiewicz, Ned Warren et Ercole Canessa.

## Description
Le trésor se composait de plus d'une centaine d'objets dont 109 sont entrés dans les collections du Louvre et une partie est exposée dans la salle Henri II, ancienne antichambre du roi, salle 33 de l'aile Sully.
Les circonstances de sa découverte et l'étude stylistique de la vaisselle d'argenterie permettent de dater le trésor de la fin du Ier siècle av. J.-C. au milieu du Ier siècle de notre ère, quelques-unes de ses pièces se situant même parmi les chefs-d'œuvre de la toreutique romaine. Neuf bijoux d'or, chaîne, bracelets et boucles d'oreilles faisaient également partie du dépôt.

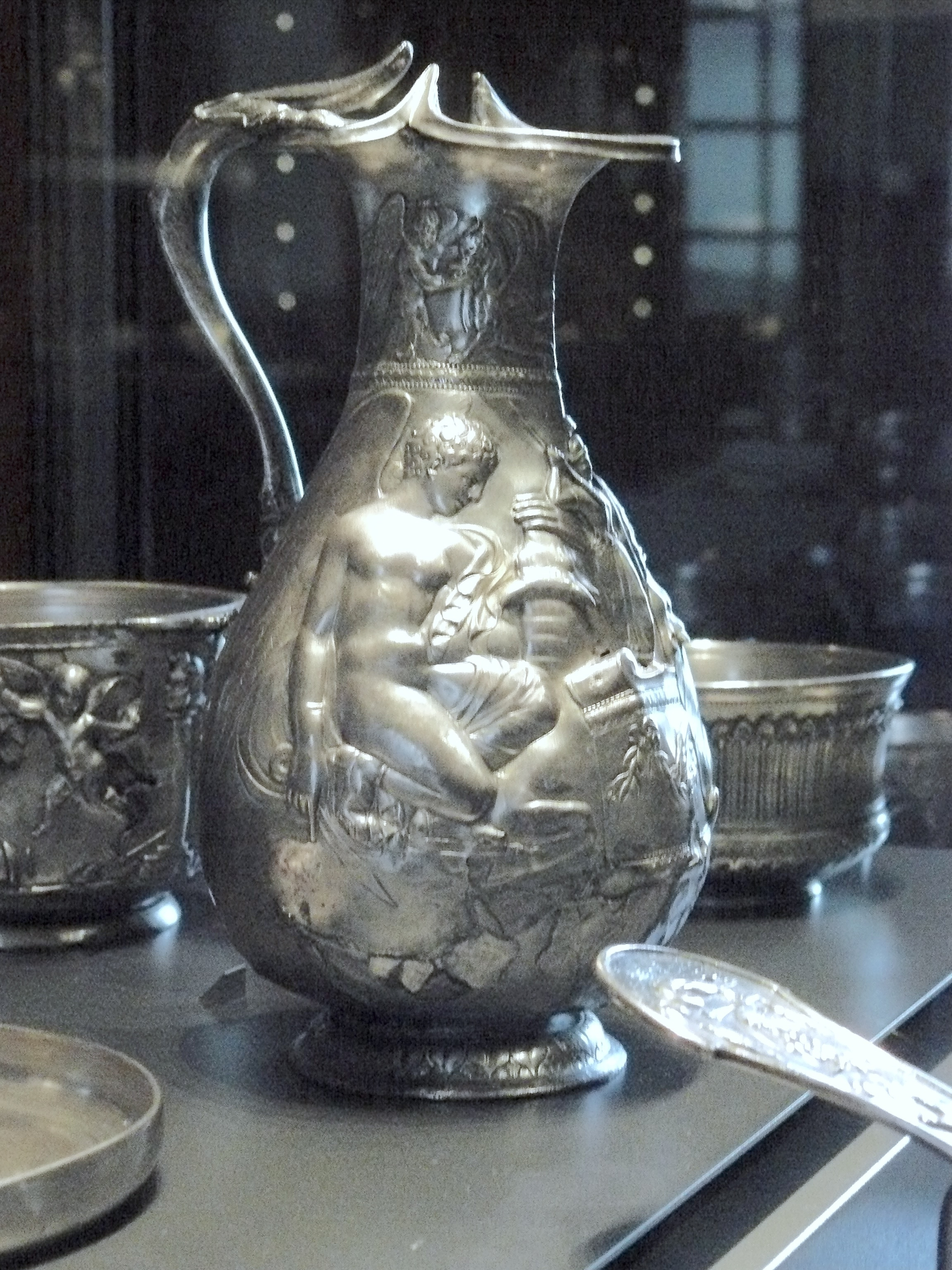
Œnochoé.

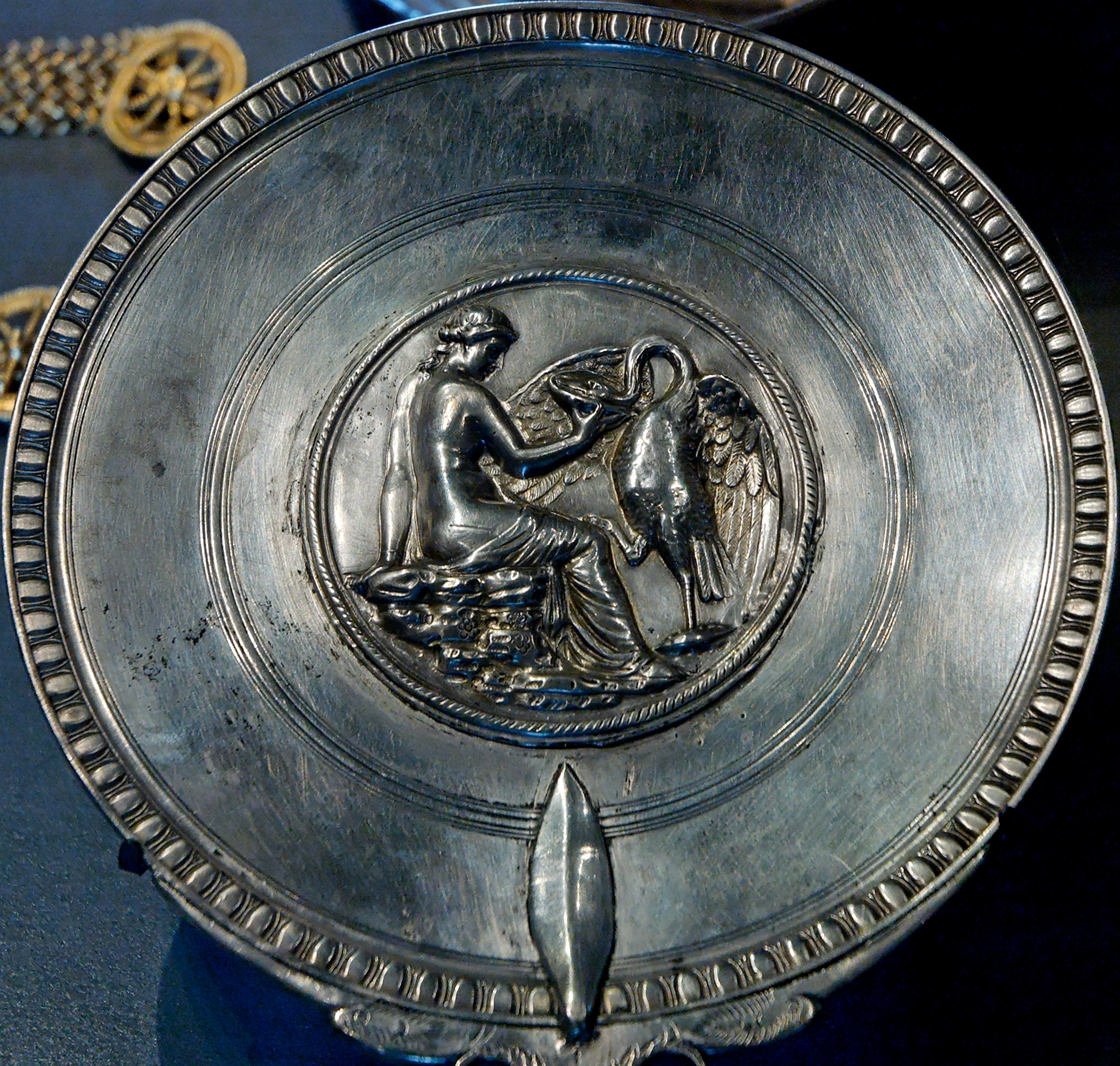
Miroir à manche en balustre représentant Léda et le cygne. Argent à décor repoussé.

Certaines pièces de vaisselle en argent repoussé présentent un décor remarquable :
- Coupe de type skyphos : Auguste recevant la soumission des barbares.
- Coupe de type skyphos : Triomphe de Tibère.
- Gobelets au décor de squelettes
- Miroir de Léda et du cygne.
- Œnochoé : déesse sacrifiant un taureau.